# Estació Intermodal Plaça d'Espanya
L'estació intermodal de Palma és un complex multimodal en què es corresponen el Metro de Palma, totes les línies de ferrocarril d'SFM i l'estació d'autobusos. Fou inaugurada el 5 de març de 2007
És una estació subterrània. S'hi accedeix des de l'exterior a través d'un únic accés situat al parc de les Estacions, entre els antics edificis de viatgers.
Té un primer nivell on se situen les finestretes, una àmplia sala d'espera, els lavabos, una cafeteria i l'accés, per una banda, a l'estació d'autobusos, i per l'altra, les andanes del tren i del metro, previ accés per les barreres tarifàries.

## L'estació de tren
El segon nivell l'ocupen cada una de les cinc andanes que acullen les deu vies, tres de les quals estan electrificades.

## L'estació d'autobusos
Consta de 30 dàrsenes que utilitzen els busos de les concessionàries. Aquesta part de l'estació intermodal fou inaugurada el 8 de març de 2009, després d'estar un bon grapat d'anys en un aparcament situat a tocar del Pont del Tren.
| Metro de Palma                  |          |          |                  |             |
| terminal                        | terminal |          | Jacint Verdaguer | Universitat |
| terminal                        | terminal |          | Jacint Verdaguer | Marratxí    |
| Serveis Ferroviaris de Mallorca |          |          |                  |             |
| terminal                        | terminal |          | Marratxí         | Inca        |
| terminal                        | terminal |          | Marratxí         | Inca        |
| terminal                        | terminal | sa Pobla | Marratxí         |             |
| terminal                        | terminal | Manacor  | Marratxí         |             |